# Christelle Aquéréburu
Pour les articles homonymes, voir Aquéréburu.
 (mai 2024).
La mise en forme du texte ne suit pas les recommandations de Wikipédia : il faut le « wikifier ».
Les points d'amélioration suivants sont les cas les plus fréquents. Le détail des points à revoir est peut-être précisé sur la page de discussion.
- Les titres sont pré-formatés par le logiciel. Ils ne sont ni en capitales, ni en gras.
- Le texte ne doit pas être écrit en capitales (les noms de famille non plus), ni en gras, ni en italique, ni en « petit »…
- Le gras n'est utilisé que pour surligner le titre de l'article dans l'introduction, une seule fois.
- L'italique est rarement utilisé : mots en langue étrangère, titres d'œuvres, noms de bateaux, etc.
- Les citations ne sont pas en italique mais en corps de texte normal. Elles sont entourées par des guillemets français : « et ».
- Les listes à puces sont à éviter, des paragraphes rédigés étant largement préférés. Les tableaux sont à réserver à la présentation de données structurées (résultats, etc.).
- Les appels de note de bas de page (petits chiffres en exposant, introduits par l'outil «  Source ») sont à placer entre la fin de phrase et le point final[comme ça].
- Les liens internes (vers d'autres articles de Wikipédia) sont à choisir avec parcimonie. Créez des liens vers des articles approfondissant le sujet. Les termes génériques sans rapport avec le sujet sont à éviter, ainsi que les répétitions de liens vers un même terme.
- Les liens externes sont à placer uniquement dans une section « Liens externes », à la fin de l'article. Ces liens sont à choisir avec parcimonie suivant les règles définies. Si un lien sert de source à l'article, son insertion dans le texte est à faire par les notes de bas de page.
- La présentation des références doit suivre les conventions bibliographiques. Il est recommandé d'utiliser les modèles {{Ouvrage}}, {{Chapitre}}, {{Article}}, {{Lien web}} et/ou {{Bibliographie}}. Le mode d'édition visuel peut mettre en forme automatiquement les références.
- Insérer une infobox (cadre d'informations à droite) n'est pas obligatoire pour parachever la mise en page.

Pour une aide détaillée, merci de consulter Aide:Wikification.
Si vous pensez que ces points ont été résolus, vous pouvez retirer ce bandeau et améliorer la mise en forme d'un autre article.
Ne doit pas être confondu avec Angela Aquereburu.
Christelle Aquéréburu est une réalisatrice togolaise. Elle est fondatrice-directrice de l'École de cinéma au Togo (ECRAN) et directrice de la société de production audiovisuelle African Dreams. 

## Biographie
Christelle Aquéréburu abandonne son travail au sein d'une multinationale maritime avant de débuter une carrière dans le secteur de l'audiovisuel et du cinéma togolais. En 2009, elle devient la fondatrice-directrice de l'école de cinéma ECRAN. 
L'établissement forme plus de 100 étudiants et produit 20 films et documentaires. En 2013, le travail d'une étudiante de l'ECRAN, Essi Névamé Akpandza, est nommé dans la catégorie des films d'écoles au Festival panafricain du cinéma et de la télévision de Ouagadougou.
Christelle Aquéréburu est aussi la directrice de la maison de production audiovisuelle « African Dream », qui a produit l'émission de téléréalité internationale Comme une star.  

### Vie privée
Christelle Aquéréburu est mariée et mère de trois enfants.